# 女王陛下と呼ばないで
『女王陛下と呼ばないで』（じょおうへいかとよばないで、英: Please Don't Call Me Queen!）は、柏てんによる日本のライトノベル。イラストは梶山ミカが担当している。角川ビーンズ文庫（KADOKAWA）より2017年9月から2018年2月まで刊行された。
また、ComicWalker（同社）にて轟斗ソラによるコミカライズが2020年2月18日から2022年8月16日まで配信され、同年8月にはFLOS COMIC（同社）よりコミックスが出版されている。

## あらすじ
リンドール王国では、名君と呼ばれた国王が死去し、次期王の選定が行われることとなった。先代国王の孫娘で、チェスを趣味としていた引きこもりのフランチェスカは祖父の遺言により女王候補に指名され、王の選定に巻き込まれる。

## 登場人物
フランチェスカ
本作の主人公。チェスを趣味としており、王位争いに巻き込まれるまでは引きこもり生活を送っていた。
スチュワート
王様候補の一人。
アーヴィン
王様候補の一人。
シアン
王様候補の一人。

## 既刊一覧

### 小説
- 柏てん（著）・梶山ミカ（イラスト） 『女王陛下と呼ばないで』 角川ビーンズ文庫〈KADOKAWA〉、全2巻
  1. 『女王陛下と呼ばないで』2017年9月1日発売[5]、ISBN 978-4-04-106041-4
  2. 『女王陛下と呼ばないで いばらの玉座』2018年2月1日発売[6]、ISBN 978-4-04-106042-1

### 漫画
- 柏てん（原作）・梶山ミカ（キャラクター原案）・轟斗ソラ（漫画） 『女王陛下と呼ばないで』 KADOKAWA〈FLOS COMIC〉、全4巻
  1. 2020年8月5日発売[7]、ISBN 978-4-04-064399-1
  2. 2021年3月5日発売[8]、ISBN 978-4-04-680313-9
  3. 2021年11月17日発売[9]、ISBN 978-4-04-680750-2
  4. 2022年9月5日発売[10]、ISBN 978-4-04-681675-7